# 고대 작센어
고대 작센어 (독일어: altsächsische Sprache) 또는 고대 색슨어 (영어: Old Saxon) 또는 고대 저지 독일어 (독: altniederdeutsche Sprache, 영: Old Low German)는 게르만어이자 저지 독일어 (현재 독일 북부, 네덜란드 북동부, 덴마크 남부, 아메리카 대륙 및 동유럽 일부에서 사용됨)의 최초 기록 형태였다. 이는 앵글로-프리지아어와 밀접한 관련이 있는 서게르만어이다. 8세기부터 12세기까지 기록되어 있으며, 이후 점차 중세 저지 독일어로 발전했다. 이 언어는 현대 독일 북서부 전역, 주로 해안 지역과 네덜란드 동부에서 삭소니아(라틴어: Saxonia)에 거주했던 게르만 부족인 색슨족이 사용했다. 고대 작센어는 "네덜란드어, 룩셈부르크어 및 독일어"와 같은 "저지 프랑크어(Low Franconian) 및 엘베 게르만어(Elbe Germanic)"와 구별되는 앵글로-프리지아어(고대 프리지아어, 고대 영어)의 북해 게르만어의 비음 소실(Ingvaeonic nasal spirant law)을 부분적으로 공유한다.
고대 작센어의 문법은 5개의 문법적 격(주격, 대격, 소유격, 여격, 도구격), 3개의 문법적 수(단수, 복수, 쌍수), 3개의 문법적 성(남성, 여성, 중성)로 완전히 굴절되었다. 쌍수 형태는 1인칭과 2인칭에서만 발생했다.

## 같이 보기
- 고대 고지 독일어 (Old High German, Althochdeutsch)
- 중세 고지 독일어 (Middle High German, Mittelhochdeutsch)
- 중세 저지 독일어 (Middle Low German, Mittelniederdeutsch)
- 고지 독일어 (High German, Hochdeutsch)
- 저지 독일어 (Low German, Niederdeutsch, Plattdeutsch)